# South Park The Streaming Wars
South Park: The Streaming Wars é um filme de televisão de comédia adulto americano de 2022 escrito e dirigido por Trey Parker. É o terceiro filme de televisão da série de animação, South Park, produzido para a Paramount + e foi lançado em 1 de junho de 2022. Ele também serve como o 318º episódio geral da série de televisão.

## Enredo
Em South Park, Stan Marsh e Tolkien Black estão preocupados com o pai do primeiro, Randy, que é ironicamente chamado de "Karen". A discussão de Randy e Steve Black é interrompida por um comissário de água de Denver examinando o abastecimento de água em suas respectivas fazendas. Enquanto isso, Eric Cartman está desanimado por morar na barraca de cachorro-quente abandonada. Ele fica intrigado quando percebe a construção de uma casa do outro lado da rua para Talnua Cussler, proprietária de um campo de golfe. Cartman sugere a sua mãe, Liane, que ela faça implantes mamários para atrair homens ricos como Cussler. Liane se recusa e informa Cartman sobre o custo de tal cirurgia.
Steve percebe que pode vender parte de seu suprimento de água se o córrego atingir o reservatório de Denver. Por sugestão de Stan e Tolkien, eles constroem um pequeno barco e o enviam rio abaixo. O experimento é bem-sucedido e Steve começa a aceitar assinaturas de seu serviço de streaming, incluindo Pi Pi. Quando Steve é instruído a enviar barcos rio abaixo diariamente, ele paga a Stan e Tolkien para aumentar sua produção. Randy fica frustrado com o sucesso de Steve, então Stan e Tolkien concordam em construir barcos artesanais para ele também. Eles recrutam Kyle Broflovski, Kenny McCormick e Butters Stotch para ajudá-los à medida que a demanda aumenta; eles inicialmente se recusam a recrutar Cartman, mas cedem quando Cartman lhes conta sobre a cirurgia. Cussler oferece a Stan e Tolkien $ 15.000 por 10.000 barcos, cobrindo assim o custo da cirurgia. Cartman tenta surpreender Liane com a cirurgia, mas ela mantém sua decisão anterior, não cedendo mais às suas exigências. Ele ameaça fazer a cirurgia em si mesmo, mas Liane permanece imperturbável, permitindo que a cirurgia continue.
Quando Steve vê um relatório sobre os danos ambientais do ManBearPig, ele sobe as montanhas para ver por si mesmo. Ele se aproxima de um agente imobiliário moribundo, que diz a Steve que uma grande faixa de terra perto dos córregos foi vendida a um comprador rico. Quando Randy navega em um de seus barcos rio abaixo, ele é afundado pelos barcos da Cussler Industries. Randy confronta Stan sobre os barcos de Cussler e exige que ele termine o acordo. Quando eles chegam à casa de Cussler, eles descobrem que Cussler foi morto por ManBearPig, e Randy se pergunta se Stan está em perigo. Na Splashtown de Pi Pi, Steve diz a Pi Pi que ele terá que cancelar os direitos de transmissão do parque aquático para fornecer água à sua fazenda. Pi Pi se recusa, revelando que está colaborando com o comissário de água e ManBearPig. Steve percebe que Pi Pi comprou a terra nas montanhas quando ManBearPig ataca, esfaqueando Steve e jogando-o pela janela em um toboágua. Pi Pi mais tarde revela ao comissário de água seu plano de substituir toda a água de Denver pela água contaminada com urina de seu parque. Ele posteriormente trai o comissário e ManBearPig o ataca de maneira semelhante a Steve.
Na escola, Stan avisa os outros da morte de Cussler quando Cartman chega com seus implantes mamários. A mãe de Tolkien, Linda, liga para ele para informá-lo do desaparecimento de Steve. O povo de Denver desperdiça seu suprimento de água enquanto o reservatório está drenando lentamente, enquanto Randy investiga as histórias de Cussler e do comissário.

## Elenco
- Trey Parker como Stan Marsh, Eric Cartman, Randy Marsh, Harrison Yates, Pi Pi, Commissário da Água, Clyde Donovan
- Matt Stone como Kyle Broflovski, Kenny McCormick, Butters Stotch, HomemUrsoPorco, Sr. Cussler
- April Stewart como Liane Cartman, Sharon Marsh, Shelly Marsh, Motorista de Ônibus
- Kimberly Brooks como Linda Black
- Adrien Beard como Tolkien Black, Steve Black
- Vernon Chatman como Toalhinha

## Produção

### Desenvolvimento
Em Agosto de 2021 a Comedy Central anunciou que Parker e Stone tinham assinado um acordo de 900 milhões de dolares por estender a série para 30 temporadas até 2027 e 14 filmes, exclusivos da Paramount+. Foi finalmente confirmado que eles seriam lançados como dois filmes por ano.
The Streaming Wars foi anunciado com data de lançamento e sinopse em 11 de maio de 2022.